# Priscilla Lopes-Schliep
Priscilla Lopes-Schliep (Scarborough, 26 agosto 1982) è un'ostacolista canadese.

## Palmarès
| Anno | Manifestazione  | Sede     | Evento   | Risultato | Prestazione | Note |
| ---- | --------------- | -------- | -------- | --------- | ----------- | ---- |
| 2007 | Mondiali        | Osaka    | 100 m hs | Batteria  | 12"94       |      |
| 2008 | Mondiali indoor | Valencia | 60 m hs  | Batteria  | 8"66        |      |
| 2008 | Giochi olimpici | Pechino  | 100 m hs | Bronzo    | 12"64       |      |
| 2009 | Mondiali        | Berlino  | 100 m hs | Argento   | 12"54       |      |
| 2010 | Mondiali indoor | Doha     | 60 m hs  | Bronzo    | 7"87        |      |

## Altre competizioni internazionali
2010
- Vincitrice della Diamond League nella specialità dei 100 m hs (22 punti)